# Chromadora buesumensis
Chromadora buesumensis is een rondwormensoort uit de familie van de Chromadoridae. De wetenschappelijke naam van de soort is voor het eerst geldig gepubliceerd in 1924 door Kreis.